# Vin de marque

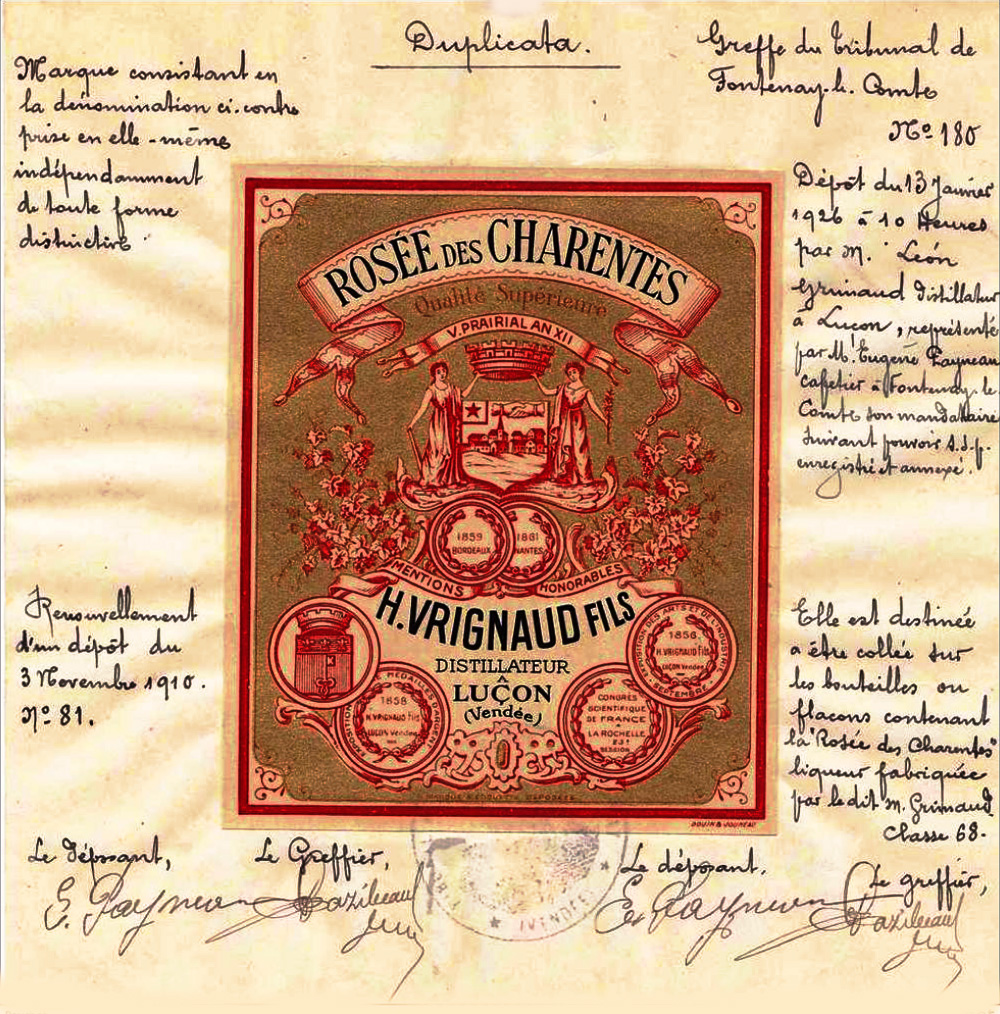
Enregistrement en 1926 du renouvellement d'un dépôt de marque fait en 1910 pour le vin la Rosée des Charentes

Le vin de marque est un vin élaboré, mis en bouteille et distribué par un négociant en vins. Le vin est commercialisé sous son nom (son domaine).

## Exemples de vins de marque
- Cellier des Dauphins
- Gévéor
- Malesan
- Mouton Cadet
- Baron de Lestac
- Vieux Papes
- Duval & Blanchet
- Cambras
- Excellor
- Gallo (aux États-Unis)
- Jacob's Creek (en Australie)
- J.P. Chenet (France)
- La Villageoise (France)

## Ventes de vins de marque en France

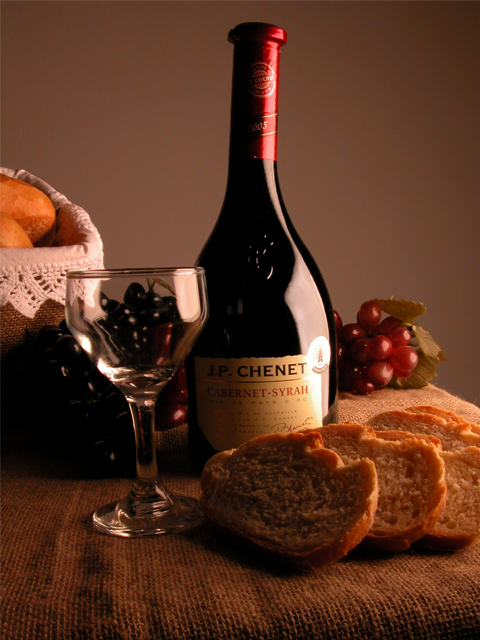
J.P. Chenet, vin de marque

Voici le classement des vins de marque par ordre de ventes en France pour l'année 2014
- Les ventes sont exprimées en millions de bouteilles de 75cl pour l'année 2014.

| Rang | Marque                      | Propriétaire               | Ventes |
| ---- | --------------------------- | -------------------------- | ------ |
| 1    | Roche Mazet                 | Société des Vins de France | 37.4   |
| 2    | Les Ormes de Cambras        | Groupe Castel              | 20.4   |
| 3    | Vieux Papes                 | SVF                        | 20.1   |
| 4    | La Villageoise              | SVF                        | 12.3   |
| 5    | Cellier des Dauphins        | UVCDR                      | 11.7   |
| 6    | J.P. Chenet                 | Grands Chais de France     | 10.6   |
| 7    | Cambras                     | Groupe Castel              | 9.9    |
| 8    | Listel                      | Groupe Castel              | 9.8    |
| 9    | Baron de Lestac             | Groupe Castel              | 8.5    |
| 10   | Plessis Duval               | Groupe Castel              | 5.4    |
| 11   | Cramoisay                   | Patriarche                 | 4.4    |
| 12   | Lichette                    | Patriarche                 | 4.2    |
| 13   | les Combes de Saint-Sauveur | Groupe Castel              | 4.0    |
| 14   | Billette                    | Groupe Castel              | 3.3    |
| 15   | Couleurs du Sud             | Les vins Skalli            | 3.1    |
| 16   | Montalcour                  | SVF                        | 3.0    |
| 17   | Champlure                   | Patriarche                 | 2.9    |
| 18   | Blaissac                    | SVF                        | 2.9    |
| 19   | Roche-Linières              | SVF                        | 2.7    |
| 20   | Grand Sud                   | Grands Chais de France     | 2.6    |